# غريغ إيفانز
غريغ إيفانز (بالإنجليزية: Greg Evans)‏ هو رسام كارتون أمريكي، ولد في 13 نوفمبر 1947 في لوس أنجلوس في الولايات المتحدة.